# Battaglia di Guiling
La battaglia di Guiling (桂陵之戰) è uno scontro tra gli Stati di Qi e Wei, durante il periodo degli Stati Combattenti.

## Invasione di Zhao
Intorno al 354 a.C., il re Hui di Wei attaccò lo Stato di Zhao, con un esercito di circa 80 000 soldati. L'anno successivo gli eserciti Wei assediarono Handan, la capitale di Zhao, e la catturarono. Il marchese Cheng di Zhao ha chiesto l'aiuto di Qi. Re Wei di Qi, approfittando dell'opportunità per frenare le ambizioni dell'allora potente Stato Wei, inizialmente prese in considerazione la nomina del generale Sun Bin, ma Sun Bin rifiutò perché sarebbe stato indecente offrire l'incarico a qualcuno ha mutilato. Il re Wei inviò invece Tian Ji, ma assegnò Sun Bin come consigliere. I due generali erano quindi i co-comandanti dell'esercito di Qi.

## Procedura e conseguenze
Mentre Tian Ji credeva che fosse meglio arrivare a Zhao il prima possibile per affrontare l'esercito Wei, Sun Bin sentiva che le migliori truppe nemiche erano state inviate sotto le mura di Handan, il Wei probabilmente non era in questa posizione. momento difeso solo dai soldati più anziani e più deboli e sarebbe facile fare un'incursione, che costringerebbe il Wei ad abbandonare lo Zhao. Qi ucciderebbe due piccioni con una fava: vieni in aiuto di Zhao mentre infligge un duro colpo a Wei. Sun Bin guidò il suo esercito direttamente contro il territorio di Wei. In preda al panico, il generale Pang Juan di Wei portò le sue truppe a casa e affrontò le forze Qi a Guiling. Il Wei subisce una grave sconfitta. L'anno successivo, Handan tornò a Zhao e il Wei stipulò un trattato con lui. Questo stratagemma messo in atto da Sun Bin è il secondo dei Trentasei stratagemmi, di cui un proverbio recita: "Assedi Wei per salvare Zhao".